# Sistema piramidal
El sistema piramidal o els tractes piramidals inclouen tant el tracte corticobulbar com el tracte corticoespinal. Es tracta d'agregacions de fibres nervioses eferents de la motoneurona superior que viatgen des de l'escorça cerebral i acaben al tronc cerebral (corticobulbar) o medul·la espinal (corticoespinal) i participen en el control de les funcions motores del cos.
El tracte corticobulbar condueix els impulsos des del cervell als nervis cranials. Aquests nervis controlen els músculs de la cara i el coll i estan implicats en l'expressió facial, masticació, deglució i altres funcions motrius.
El tracte corticoespinal condueix els impulsos des del cervell fins a la medul·la espinal. Està format per un tracte lateral i un tracte anterior. El tracte corticoespinal està implicat en el moviment voluntari. La majoria de les fibres del tracte corticoespinal creuen al bulb raquidi, donant lloc a que els músculs siguin controlats pel costat oposat del cervell. El tracte corticoespinal conté els axons de les cèl·lules piramidals, les més grans de les quals són les cèl·lules de Betz, situades a l'escorça cerebral.
Les vies piramidals s'anomenen perquè passen per les piràmides del bulb raquidi. Les fibres corticoespinals, quan baixen de la càpsula interna, convergeixen fins a un punt al tronc cerebral des de múltiples direccions, fent l'efecte d'una piràmide invertida. L'afectació del tracte piramidal a qualsevol nivell condueix a signes piramidals.
La mielinització de les fibres piramidals és incompleta en néixer i progressa gradualment en direcció craniocaudal i, per tant, progressivament adquirint funcionalitat. La major part de la mielinització s'ha completat als dos anys, i després avança molt lentament en direcció craniocaudal fins als dotze anys.